# Habenula
L'habenula appartient à l'épithalamus, situé en arrière et au-dessus du mésencéphale, et se compose de chaque côté de deux noyaux médian et latéral. Ces deux noyaux sont localisés au sein du triangle habénulaire, limité en dedans par le pédoncule antérieur (également appelé "habenula") de l'épiphyse,  en dehors par le pédoncule latéral et en haut par le pulvinar (noyau postérieur du thalamus).
Le noyau médian reçoit ses principales afférences du septum par la strie médullaire, et se projette sur le noyau interpédonculaire.
Le noyau latéral est connecté essentiellement au striatum et se projette sur le mésencéphale, en particulier sur la substance noire, le raphé et la substance grise péri-aqueducale.
Le noyau latéral est impliqué dans le système de récompense/punition, dans l'inhibition de comportements moteurs et dans la régulation d'états affectifs, et apparaît altéré dans des cas de dépression.
Le terme habenula provient du latin Habena, « rêne » et signifie « petites rênes » car pour les neuroanatomistes qui la décrivirent les premiers, cette structure paire de forme allongée semblant relier de chaque côté l'épiphyse aux deux thalamus ressemblait à une paire de rênes.